# Ruisseau d'Aujou
Le ruisseau d'Aujou est une rivière du sud de la France affluent du Célé sous-affluent du Lot donc sous-affluent de la Garonne.

## Géographie
De 10,3 km de longueur, le ruisseau d'Aujou prend sa source sur la commune de Saint-Santin dans le département de l'Aveyron et se jette dans le Célé entre la commune de Bagnac-sur-Célé dans le département du Lot et la commune de Le Trioulou dans le département du Cantal.

## Départements et communes traversées
- Lot : Bagnac-sur-Célé
- Cantal : Le Trioulou, Saint-Santin-de-Maurs, Saint-Constant.
- Aveyron : Saint-Santin.

## Principaux affluents
- Ruisseau des Ganes : 1,3 km
- Ruisseau de Laissalles  : 5,5 km